# Siegfried Reicke
Siegfried Reicke (* 19. Mai 1897 in Nürnberg; † 12. April 1972 in Heidelberg) war ein deutscher Rechtswissenschaftler, Rechtshistoriker und Kirchenrechtler. Er fungierte unter anderem als Rektor der Universität Heidelberg und Präsident der Heidelberger Akademie der Wissenschaften.

## Leben und Wirken
Aufgewachsen in Nürnberg als Sohn des dortigen Stadtarchivdirektors Emil Reicke, interessierte sich Siegfried Reicke schon früh für die deutsche Rechtsgeschichte. In München, Berlin und Erlangen studierte er zunächst Geschichte und deutsche Sprachwissenschaft, um dann zur Rechtswissenschaften zu wechseln. Nach erstem und zweitem Staatsexamen erfolgte 1924 die juristische Promotion an der Universität Erlangen, woraufhin Reicke kurzzeitig als Staatsanwalt tätig war, um sich dann für die akademische Laufbahn zu entscheiden. So habilitierte er sich 1931 bei Ulrich Stutz in Berlin für Deutsches Recht und Kirchenrecht.
Zur Zeit des Nationalsozialismus wirkte Reicke von 1933 bis 1936 als Ordinarius in Königsberg, dann in Marburg und ab 1941 an der Berliner Universität, wo er als Direktor das kirchenrechtliche Institut leitete. Er wurde „Koordinator der Rechtshistoriker beim Kriegseinsatz der Geisteswissenschaften“.
Nach dem Ende des Zweiten Weltkrieges wurde Reicke 1945 wieder Ordinarius in Marburg und wechselte von dort 1946 an die Universität Göttingen. Schließlich wurde er nach Heidelberg berufen, wo er am 21. November 1949 zum ordentlichen Professor am Institut für geschichtliche Rechtswissenschaft ernannt, wo er bis zu seiner Emeritierung am 30. September 1965 verblieb. 1954 erhielt er noch einen Ruf nach München, den er jedoch – wie zahlreiche Rufe zuvor – ablehnte. Im Amtsjahr 1957/58 war Reicke Rektor der Universität Heidelberg, als solcher bis 1960 Präsident der Baden-Württembergischen Rektorenkonferenz. 1962 bis 1964 war Reicke zudem Präsident der Heidelberger Akademie der Wissenschaften. 
Ab 1951 war Reicke kommissarischer Leiter des Deutschen Rechtswörterbuchs. Zudem wirkte er als engagiertes Mitglied in der EKD; 1960 erfolgte die Ernennung als Beisitzer des Verwaltungsgerichts der Evangelischen Landeskirche in Baden. 1961 bis 1966 war er Mitherausgeber der Zeitschrift der Savigny-Stiftung für Rechtsgeschichte. Reicke ist unter anderem Mitbegründer des Fördervereins der Heidelberger Akademie der Wissenschaften und der Heidelberger Jahrbücher. Er starb nach schwerer Krankheit am 12. April 1972 in Heidelberg.

## Ehrungen
- 1934 Mitglied der Königsberger Gelehrten Gesellschaft
- 1942 Mitglied der Preußischen Akademie der Wissenschaften[2]
- 1952 Mitglied der Heidelberger Akademie der Wissenschaften
- 1964 Ehrendoktorwürde der Heidelberger Theologischen Fakultät.

## Schriften (Auswahl)
- Stadtgemeinde und Stadtpfarrkirchen der Reichsstadt Nürnberg im 14. Jahrhundert. Nürnberg 1925 (Dissertation).
- Das deutsche Spital und sein Recht im Mittelalter. 2 Bände. Stuttgart 1932 (= Kirchenrechtliche Abhandlungen. Band  111–114); Neudruck Amsterdam 1961. Zugleich Habilitationsschrift.
- Kirchenrecht. Marburg an der Lahn 1950.